# Nefopam
Nefopamul (cu denumirea comercială Acupan) este un medicament analgezic non-opioid cu acțiune centrală, fiind utilizat în tratamentul durerilor moderate până la severe. În particular, forma injectabilă este utilizată în tratamentul durerilor postoperatorii.